# Sirawut Kengnok
Sirawut Kengnok (thailändisch ศิรวุฒิ เก่งนอก; * 25. Mai 2000), auch als Thiew bekannt, ist ein thailändischer Fußballspieler.

## Karriere
Sirawut Kengnok stand bis Juli 2023 beim Drittligisten Prime Bangkok FC in der Hauptstadt Bangkok unter Vertrag. Mit dem Verein spielte er 25-mal in der Bangkok Metropolitan Region der Liga. Im August 2023 wechselte er zu dem ebenfalls in Bangkok beheimateten Erstligisten Port FC. Einen Monat später, im August 2023, wechselte er auf Leihbasis zum Zweitligisten Nakhon Ratchasima FC. Sein Zweitligadebüt für den Verein aus Nakhon Ratchasima gab Kengnok am 19. August 2023 (2. Spieltag) im Auswärtsspiel gegen den Chainat Hornbill FC. Bei dem 1:0-Auswärtserfolg wurde er in der 87. Minute für Nattawut Jaroenboot eingewechselt. Am Ende der Saison 2023/24 feierte er mit dem Verein die Meisterschaft der zweiten Liga sowie den direkten Wiederaufstieg in die erste Liga. Für Korat bestritt er 28 Ligaspiele. Nach dem Aufstieg verließ er den Verein und schloss sich im Juli 2024 ebenfalls auf Leihbasis dem Erstligaabsteiger Police Tero FC an. Für den Zweitligisten bestritt er zwanzig Ligaspiele. Im Juli 2025 lieh ihn der Zweitligist Trat FC aus.

## Erfolge
Nakhon Ratchasima FC
- Thailändischer Zweitligameister: 2023/24  ▲